# Palmolive Building
Het Palmolive Building, voorheen bekend als 919 North Michigan en het Playboy Building, is een wolkenkrabber in Chicago, Verenigde Staten. Het gebouw staat op 919 North Michigan Avenue.

## Geschiedenis
De bouw van de wolkenkrabber begon in 1927 en werd in 1929 voltooid. Het gebouw was bij de voltooiing het hoofdkantoor van Colgate-Palmolive. In 1934 verhuisde het bedrijf naar New York, maar het gebouw behield zijn naam tot 1965. In dat jaar trok Playboy Enterprises in het gebouw, waarbij de naam in Playboy Building veranderd werd. De letters P-L-A-Y-B-O-Y stonden toen in 2,7 meter hoge letters op het gebouw.
In 1981 werd het Lindbergh baken, dat sinds 1930 op het gebouw stond, uitgezet. In 1988 werd het baken aan een museum in Wisconsin geschonken.
In de jaren 80 werden de laagste verdiepingen van het gebouw door Skidmore, Owings & Merrill gerenoveerd tot een betere ruimte voor detailhandel. Toen in 1989 Playboy Enterprises weer het gebouw verliet, veranderde men de naam naar 919 North Michigan Avenue. Op 16 februari 2000 werd het gebouw tot een Chicago Landmark benoemd.
In 2001 werd het gebouw verkocht aan Draper & Kramer, die het gebouw weer tot het Palmolive Building omdoopten. In 2002 werd het gebouw voor $ 135.000.000 verbouwd tot woning. Op 21 augustus 2003 kwam het gebouw in het National Register of Historic Places.

## Ontwerp
Het Palmolive Building is 172,21 meter hoog en telt 37 verdiepingen. Het is ontworpen door Holabird & Root in art-decostijl. Het gebouw bevatte na de verbouwing 100 woningen Het gebouw heeft een plattegrond van 70 bij 33 meter. en winkels en heeft een gevel van kalksteen.